# Шевченко, Иван Теодосович
Иван Теодосович (Теодосьевич) Шевченко (22 марта 1905, Новый Стародуб, Херсонская губерния — 7 июля 1993, Киев) — украинский учёный-онколог, хирург. Доктор медицинских наук (1950), профессор (1951), Заслуженный деятель науки Украинской ССР (1963).

## Биография
Родился 22 марта 1905 года в селе Новый Стародуб, Елисаветградский уезд, Херсонская губерния, Российская империя (ныне Петровский район Кировоградской области) в многодетной крестьянской семье.
Окончил Херсонскую фельдшерскую школу, в 1930 году — Харьковский медицинский институт. Работал врачом-хирургом в Харьковской области, в дальнейшем — в Киеве: главный врач санаторно-курортного управления, заведующий хирургическим отделением одного из медицинских объединений, начальник курортно-санаторной службы Юго-Западной железной дороги. Окончил аспирантуру при Киевском медицинском институте. В 1940 году защитил кандидатскую диссертацию на тему «О предраковом состоянии». Назначен доцентом кафедры хирургии Киевского института усовершенствования врачей. Среди учителей и наставников: профессор И. Я. Пивовонский, академики А. А. Богомолец, Н. Н. Бурденко.
Во время Великой Отечественной войны — военный врач, начальник медицинской службы оборонных формирований Народного комиссариата путей сообщения, ведущий хирург медицинской службы госпиталей 6-й Армии.
В 1945—1971 годах возглавлял Киевский рентгенорадиологический и онкологический научно-исследовательский институт Минздрава Украинской ССР, в 1975—1976 годах — руководитель его второго клинического отделения (теперь — научно-исследовательский отдел опухолей головы, шеи и модифицирующих методов лечения Национального института рака), с 1971 года — заведующий кафедрой онкологии Киевского института усовершенствования врачей, главный специалист республики в области онкологии (1975).
Исследовал проблемы профилактики, диагностики и патогенетического лечения злокачественных опухолей, взаимодействия опухолей и организма, онкогенетики. Автор разработки рентгено-радиохирургического метода с облучением операционного поля после удаления опухолей. Вместе с женой, профессором К. П. Ганиной положил начало новому направлению в медицине — онкогенетику. Под его руководством выполнено и защищено 18 докторских и 54 кандидатских диссертации.
Организатор системы противораковой борьбы в Украинской ССР в послевоенные годы. С его участием создана широкая сеть онкодиспансеров в областях республики, разработана трехступенчатая форма охвата населения профилактическим осмотром.
Похоронен на Байковом кладбище, рядом с супругой Калерией Павловной Ганиной, доктором медицинских наук, профессором, заслуженным деятелем науки Украины.

## Научные работы
Автор более 250 научных работ, из них 13 монографий. Одна из основных работ, монография «Злокачественные опухоли и предшествующие им болезни» (Киев, 1965, 1973), стала обобщением двадцатипятилетней работы автора в онкологической клинике Киевского научно-исследовательского рентгено-радиологического и онкологического института.

## Награды
Награждён семью орденами: Трудового Красного Знамени, Отечественной войны 1-й и 2-й степеней, Красной Звезды, Знак Почёта, медалями.

## Память
На фасаде одного из корпусов Национального института рака открыта мемориальная доска с барельефным портретом И. Т. Шевченко (1996, бронза, скульптор И. Шаповал).